# Antonie de Kiev
Antonie de Kiev, cunoscut, de asemenea, ca Antonie din Peșteră (în rusă Антоний Печерский, transliterat: Antonii Pecerskii, în ucraineană Антоній Печерський; n. 983 d.Hr., Liubeci, Rusia Kieveană, Ucraina – d. 7 mai 1073, Kiev, Rusia Kieveană) a fost un călugăr rus, fondator al tradiției monahale din Rusia Kieveană. Împreună cu Teodosie de la Kiev, a întemeiat Lavra Pecerska (Lavra Peșterilor) din Kiev.

## Tinerețea

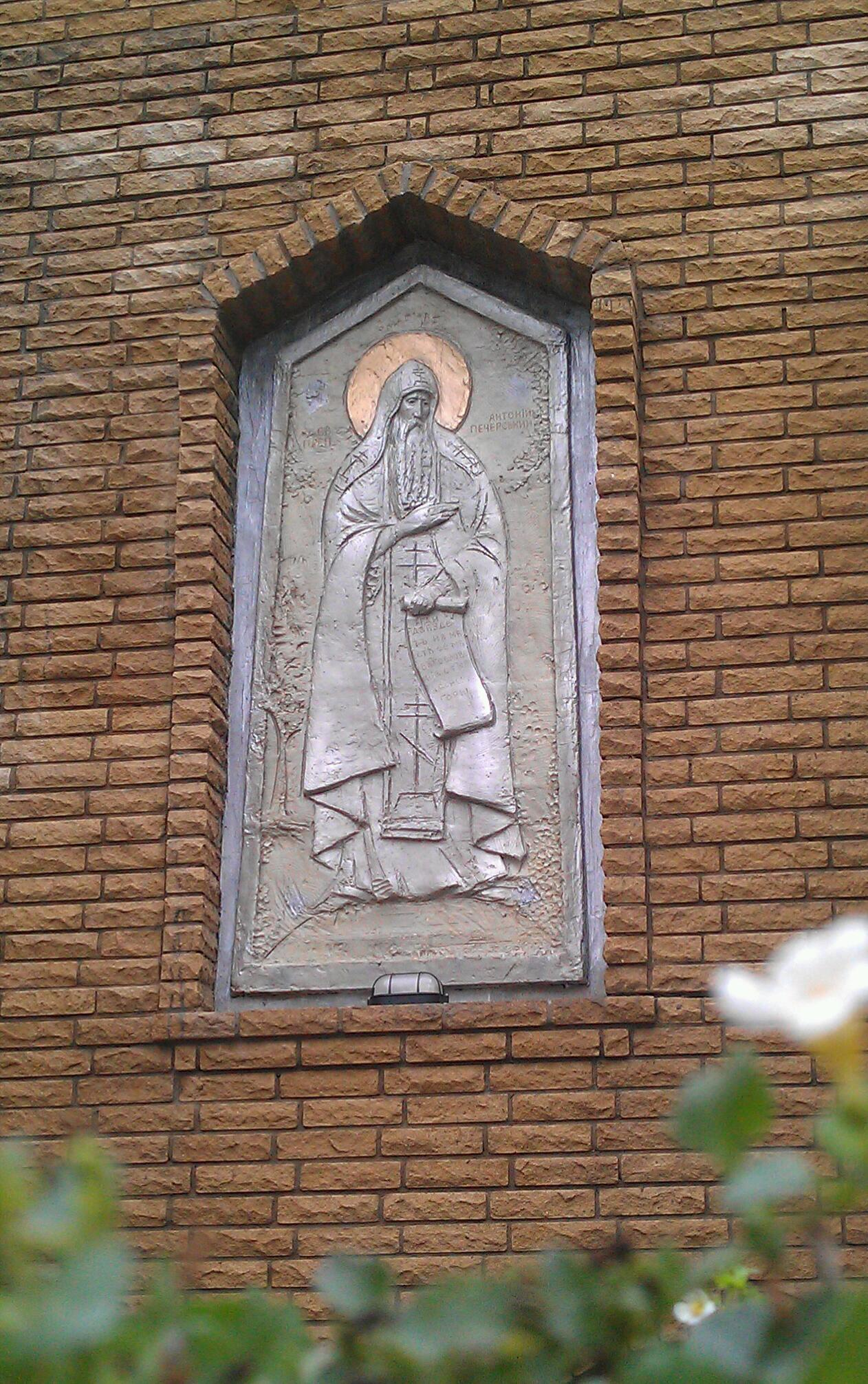
Altorelief al Sfântului Antonie realizat la Liubeci de Ghenadi Iersov

S-a născut în orașul Liubeci din Principatul Cernigov și a fost botezat cu numele „Antipa”. El a fost atras de viața spirituală încă de la o vârstă fragedă și, când a devenit major, a plecat la Mănăstirea Esfigmenu de la Muntele Athos pentru a trăi acolo ca pustnic și a primit numele Antonie în cinstea Sf. Antonie cel Mare. A viețuit într-o peșteră izolată, cu vedere spre mare, care este încă prezentată vizitatorilor. În jurul anului 1011 starețul mănăstirii atonite i-a încredințat călugărului Antonie sarcina extinderii monahismului în provincia sa natală, unde fusese începută recent convertirea la creștinism.

## Întoarcerea la Kiev
Antonie s-a întors la Kiev și a fondat, la porunca cnezilor locali, mai multe mănăstiri după modelul grecesc. Aceste mănăstiri nu aveau viața de obște austeră, cu care fusese obișnuit Antonie în timpul viețuirii sale la Muntele Athos. În schimb, el a ales să trăiască într-o peșteră de aproape patru metri, care fusese săpată de preotul Ilarion.
În 1015 viețuirea sa austeră a fost întreruptă de moartea cneazului Vladimir I al Kievului și de războiul fratricid pentru tron între Iaroslav și Sviatopolk, fiii lui Vladimir, iar Antonie s-a întors la Muntele Athos. Când conflictul s-a încheiat, starețul atonit l-a trimis înapoi la Kiev pe Antonie, profețind că mulți călugări i se vor alătura la întoarcere.

## Înființarea Lavrei Pecerska
La întoarcerea sa Antonie a găsit o mică peșteră de aproape 4 metri, pe care Ilarion o săpase înainte de a fi ales ca mitropolit al Kievului (primul mitropolit de origine slavă). Antonie a devenit cunoscut în zonă pentru ascetismul său sever. Mânca pâine de secară în fiecare zi și bea doar puțină apă. Faima lui s-a răspândit repede dincolo de marginile Kievului, iar câțiva oameni au venit la el și i-au cerut binecuvântare sau îndrumare spirituală. În curând, unii s-au oferit să i se alăture. În cele din urmă, Antonie a acceptat compania unora dintre ei. Primul a fost un preot pe nume Nikon, iar al doilea a fost monahul Teodosie de Kiev.
Noua mănăstire s-a bucurat de favorurile regale încă de la început, deși au existat conflicte ocazionale. Când Iziaslav I al Kievului a cerut ca starețul să-i spună fiului unui boier bogat să părăsească mănăstirea, Nikon a refuzat, afirmând că el nu-i poate îndepărta de Dumnezeu pe slujitorii Domnului. Acest refuz a stârnit mânia lui Iziaslav, iar Antonie a hotărât să părăsească mănăstirea și s-a întors abia după ce soția lui Iziaslav l-a rugat să revină.
La scurt timp după aceea, Antonie a dobândit doisprezece discipoli. Adept al modelului pustnicului solitar stabilit de sfântul Antonie cel Mare, a părăsit peștera și s-a mutat pe un munte din apropiere, astfel încât să-și poată continua viața solitară. Acolo Antonie a săpat o altă peșteră și a trăit în izolare. Această peșteră a devenit prima din cele ce au ajuns să fie cunoscute mai târziu sub numele de „peșterile îndepărtate”.
După un timp, primul stareț oficial al mănăstirii, Varlaam de Kiev, a fost chemat de Iziaslav să conducă o nouă mănăstire, Sf. Dimitrie, care fusese construită la porțile orașului. Călugării i-au cerut lui Antonie să numească un înlocuitor și el l-a numit pe Teodosie.
Pe măsură ce numărul călugărilor a crescut și aglomerarea a devenit o problemă, Antonie l-a rugat pe Iziaslav să doneze mănăstirii dealul pe care se aflau peșterile călugărilor. Cneazul a emis un act de donație, iar călugării au construit pe acel deal o biserică de lemn și niște chilii, înconjurând întreaga zonă cu un gard din lemn. Teodosie a continuat să îl consulte pe Antonie cu privire la îndrumarea comunității și, pe măsură ce mănăstirea s-a dezvoltat, a crescut și faima lui Antonie.

## Exilul și întoarcerea
Când a izbucnit o revoltă populară la Kiev, Iziaslav și frații săi au venit la peștera lui Antonie pentru a-i cere binecuvântarea. Antonie nu le-a dat binecuvântarea și a prezis că ei vor fi înfrânți din pricina păcatelor lor și că frații vor fi îngropați într-o biserică pe care o vor construi. La scurt timp, Iziaslav a trebuit să părăsească Kievul din cauza revoltei. El bănuia că Antonie îi sprijină pe oponenții săi și a dispus ca, la întoarcerea sa la Kiev, monahul să fie alungat. Nu a apucat să facă acest lucru, deoarece în primăvara anului 1069 Sviatoslav, fratele lui Iziaslav, a aranjat ca Antonie să fie dus în secret la Cernigov. Antonie și-a săpat acolo o peșteră. Se spune că Mănăstirea Elețki ar fi fost construită pe locul peșterii lui Antonie. În cele din urmă, Iziaslav s-a împăcat din nou cu Antonie și i-a cerut să se întoarcă la Kiev.
La întoarcerea sa, Antonie a decis, împreună cu Teodosie, să construiască o biserică de piatră mai încăpătoare, potrivită numărului tot mai mare de călugări. Antonie nu a mai apucat să vadă biserica terminată. A murit în 1073, la vârsta de 90 de ani, la scurt timp după ce a binecuvântat temelia noii biserici. Cu puțin timp înainte de a muri, Antonie i-a chemat pe călugări și i-a anunțat că urmează să moară. El le-a cerut, de asemenea, să-i înmormânteze rămășițele pământești într-un loc care să rămână necunoscut. Călugării i-au îndeplinit cererea. S-a spus că a fost îngropat în peșteră, dar relicvele sale nu au fost niciodată găsite. Mulți pelerini au venit ulterior în peșteră pentru a se ruga, iar unii dintre ei au susținuți că au fost vindecați acolo de diferite boli și suferințe.

## Venerarea sa
Sfântul Antonie este venerat ca sfânt și fondator al monahismului din Rutenia. Ziua sa de prăznuire este 10 iulie. Din moment ce Biserica Ortodoxă Ucraineană urmează calendarul iulian, ziua prăznuirii sale este sărbătorită în prezent pe 23 iulie, după calendarul gregorian modern. Sfântul Antonie este venerat, de asemenea, de greco-catolici și este inclus în Martyrologium Romanum al Bisericii Romano-Catolice, fiind prăznuit în ziua de 7 mai.
Moaștele lui nu au fost găsite niciodată.

## Legături externe
- Venerable Anthony of the Kiev Far Caves, Founder of Monasticism in Russia Orthodox icon and synaxarion